# Tarek Carranza
Tarek Carranza (Lima, Provincia de Lima, Perú, 13 de febrero de 1992) es un futbolista peruano que juega como centrocampista y su equipo actual es Universidad San Martín  de la Liga 2.

## Trayectoria
Se inició en las inferiores del Club Sporting Cristal, con la que disputó seis partidos en el Torneo de Promoción y Reserva de 2010. Fue visto por Víctor Rivera y debutó con el primer equipo el 28 de marzo de 2010, en el Campeonato Descentralizado 2010, ante en Sport Boys. En el 2012 salió campeón con Sporting Cristal. Jugó al lado del portero peruano José Carvallo, Luis Advíncula y Yoshimar Yotún, quienes fueron mundialistas en la Copa Mundial de Fútbol de 2018.
En el 2013 llega al Juan Aurich, en el 2014 realizó uno de sus mejores campañas. Siendo habitual titular del equipo, además de ser subcampeón nacional bajo el mando de Roberto Mosquera. Clasificó y jugó la Copa Libertadores 2015.
En 2015 descendió con  Sport Loreto.
Jugó por 2 años con Alianza Atlético, convirtiéndose en capitán del equipo, a pesar de ser joven, se le consideraba un líder. Sin embargo, no pudo evitar el descenso del equipo a la Segunda División del Perú.

## Selección nacional
Ha sido internacional con la Selección de fútbol del Perú en las categorías Sub-15 y Sub-17, con las que disputó el Campeonato Sudamericano Sub-15 de 2007 de Brasil y el Campeonato Sudamericano Sub-17 de 2009 de Chile. Actualmente, ha sido convocado a la selección Sub-20, con la que tuvo encuentros amistosos con las selecciones de Chile y Uruguay.

## Clubes
| Club                   | País | Año         |
| ---------------------- | ---- | ----------- |
| Sporting Cristal       | Perú | 2010 - 2012 |
| Juan Aurich            | Perú | 2013 - 2014 |
| Cienciano              | Perú | 2015        |
| Sport Loreto           | Perú | 2015        |
| Alianza Atlético       | Perú | 2016 - 2017 |
| Ayacucho FC            | Perú | 2018 - 2019 |
| Carlos A. Mannucci     | Perú | 2020        |
| Sport Boys             | Perú | 2021 - 2022 |
| Carlos A. Mannucci     | Perú | 2023        |
| Sport Huancayo         | Perú | 2024        |
| Unión Comercio         | Perú | 2024        |
| Universidad San Martín | Perú | 2025 -      |

## Palmarés

### Campeonatos nacionales
| Título                    | Club             | País | Año  |
| ------------------------- | ---------------- | ---- | ---- |
| Primera División del Perú | Sporting Cristal | Perú | 2012 |